# Мельничайко Володимир Ярославович
Мельничайко Володимир Ярославович (11 листопада 1931, село Кам'янка, Теребовлянський район, Тернопільська область, Україна — 10 серпня 2020, м. Тернопіль) — український мовознавець, доктор педагогічних наук (1989), професор (1990).

## Життєпис
Вищу освіту здобув на філологічному факультеті Чернівецького державного університету (у 1954 році). Працював учителем української мови та літератури Сидорівської середньої, Підгаєцької вечірньої шкіл, Струсівської школи-інтернату і заступником директора з навчальної роботи в загальноосвітній Коропецькій середній школі-інтернаті. Після закінчення заочної аспірантури в Науково-дослідному інституті педагогіки та захисту кандидатської дисертації (у 1969 році) з 1970 року працював старшим викладачем Чернівецького університету, у 1971—1980 роках — доцентом кафедри української мови Рівненського державного педагогічного інституту (нині — гуманітарний університет), доцентом Житомирського державного педагогічного інституту. Упродовж 1981—2003 років — завідувач кафедри української мови, згодом кафедри методики викладання української мови і культури мовлення Тернопільського державного педагогічного інституту (нині — Тернопільський національний педагогічний університет імені Володимира Гнатюка).
Докторську дисертацію на тему «Теорія і практика формування синтаксичного ладу писемного мовлення учнів у школі» захистив у 1989 році. У 2003—2014 роках працював професором кафедри методики викладання української мови і культури мовлення, кафедри журналістики Тернопільського національного педагогічного університету імені Володимира Гнатюка. 
Статті публікував у журналах «Українська мова і література в школі», «Дивослово», «Урок української», «Мовознавство», «Початкова школа», «Російська мова в школі», в «Наукових записках» Тернопільського національного педагогічного університету ім. В. Гнатюка (серії — «Педагогіка», «Мовознавство», «Літературознавство», «Історія»), у збірниках матеріалів багатьох конференцій (всесоюзних, всеукраїнських, регіональних) в «Записках» Товариства наукових викладів імені Петра Могили, в газетах «Літературна Україна», «Русалка Дністрова» та ін.
В. Я. Мельничайко керував роботою аспірантів та студентів, працював над кафедральною науково-дослідною темою «Шляхи підвищення ефективності навчання української мови в освітніх закладах різних рівнів». Ним створено наукову школу української лінгводидактики середньої та вищої ланки навчання. Підготував 10 кандидатів педагогічних наук. Працював у спеціалізованих радах при Київському державному педагогічному інституті, Херсонському державному університеті. Був дійсним членом спеціалізованої ради при Тернопільському національному педагогічному університеті імені В. Гнатюка (Д58.053.01). Виступав опонентом на захисті докторських і кандидатських дисертацій з методики навчання української мови.
Проводив заняття з методики викладання української мови в загальноосвітній школі та вищих навчальних закладах, з лінгвістичного аналізу художнього тексту, вів спецкурси «Відомості про текст в шкільному курсі української мови» та «Позакласна робота і факультативні заняття з мови», читав лекції на методичні теми в інституті післядипломної освіти (раніше — інститут підвищення кваліфікації вчителів).
Володимир Ярославович Мельничайко помер 10 серпня 2020 року в Тернополі.

## Публікації
У творчому доробку вченого до 200 наукових праць з методики мови, стилістики, лінгвістичного аналізу художнього тексту.
З них — три одноосібні монографії:
- Робота над граматичними синонімами на уроках української мови в IV—VII класах. — К.: Рад. школа, 1975. — 144 с.;
- Творчі роботи на уроках української мови: Конструювання. Редагування. Переклад. — К.: Рад. школа, 1984. — 223 с. [Архівовано 6 березня 2022 у Wayback Machine.];
- Лінгвістика тексту в шкільному курсі української мови. — К.: Рад. школа. 1986. — 168 с. [Архівовано 11 листопада 2016 у Wayback Machine.]

Чотири колективні монографії (у співавторстві):
- Мовознавство і школа. — К.: Наукова думка, 1981. — 220 с. (розділ «Лінгвістичні основи викладання української мови». — с. 22-123);
- Удосконалення змісту і методів навчання української мови. — К.: Рад. школа, 1982. — с. 216. (співавтори — М. І. Пентилюк, Л. П. Рожило);
- Методика вивчення української мови в школі. — К.: Рад. школа, 1987. — с. 246 (співавтори — О. М Бєляєв, М. І. Пентилюк, Г. Р. Передрій, Л. П. Рожило);
- Теорія і практика лінгвістичного аналізу художнього тексту. — Тернопіль: Лілея, 1997—172 с. (співавтори — М. П. Крупа, Л. М. Невідомська, Н. Л. Дащенко та ін.).

Посібники для учнів, абітурієнтів і студентів:
- Види мовного розбору. — Тернопіль: Навчальна книга — Богдан, 1998, 2007. — 144 с. [Архівовано 11 листопада 2016 у Wayback Machine.];
- Уроки рідної мови. 11 клас. — Тернопіль: Навчальна книга — Богдан, 2000, 2006. — 166 с.;
- Українська мова. Довідник для учнів 5-11 класів та абітурієнтів. — Тернопіль: Навчальна книга — Богдан, 1998, 2007. — 144 с.;
- Уроки рідної мови. 7 клас. — Тернопіль: Навчальна книга — Богдан, 2002. — 147 с.

Статті у науково-методичних журналах, наукових записках університетів, збірниках матеріалів конференцій.
Виступав у місцевій пресі та по обласному радіо з питань функціонування української мови та культури мовлення.